# 2008-as izlandi labdarúgó-bajnokság (első osztály)
Az Úrvalsdeild 2008-as szezonja volt a bajnokság kilencvenhetedik kiírása. A bajnokságban, az alapítás, 1912 óta először, 12 csapat vett részt. A győztes az FH lett. Ez volt a klub negyedik bajnoki címe.

## Résztvevők
| Csapat       | Város         | Stadion           | Befogadóképesség |
| ------------ | ------------- | ----------------- | ---------------- |
| FH           | Hafnarfjörður | Kaplakriki        | 6,000            |
| Keflavík     | Reykjanesbær  | Keflavíkurvöllur  | 4,000            |
| Fram         | Reykjavík     | Laugardalsvöllur  | 9,800            |
| KR Reykjavík | Reykjavík     | KR-völlur         | 6,000            |
| Valur        | Reykjavík     | Vodafonevöllurinn | 3,000            |
| Fjölnir      | Reykjavík     | Fjölnisvöllur     | 1,000            |
| Grindavík    | Grindavík     | Grindavíkurvöllur | 1,500            |
| Breiðablik   | Kópavogur     | Kópavogsvöllur    | 5,000            |
| Fylkir       | Reykjavík     | Fylkisvöllur      | 4,000            |
| Þróttur      | Reykjavík     | Valbjarnarvöllur  | 2,500            |
| HK Kópavogs  | Kópavogur     | Kópavogsvöllur    | 5,000            |
| ÍA Akranes   | Akranes       | Akranesvöllur     | 850              |

## Végeredmény
| #  | Csapat         | M  | Gy | D | V  | Lg | Kg | Gk  | P  | Megjegyzés               |
| -- | -------------- | -- | -- | - | -- | -- | -- | --- | -- | ------------------------ |
| 1  | FH (B)         | 22 | 15 | 2 | 5  | 50 | 25 | +25 | 47 | BL, második selejtezőkör |
| 2  | Keflavík       | 22 | 14 | 4 | 4  | 54 | 31 | +23 | 46 | EL, 1. selejtezőkör      |
| 3  | Fram           | 22 | 13 | 1 | 8  | 31 | 21 | +10 | 40 | EL, 1. selejtezőkör      |
| 4  | KR             | 22 | 12 | 3 | 7  | 38 | 23 | +15 | 39 | EL, 2. selejtezőkör      |
| 5  | Valur          | 22 | 11 | 2 | 9  | 34 | 28 | +6  | 35 |                          |
| 6  | Fjölnir        | 22 | 10 | 1 | 11 | 39 | 33 | +6  | 31 |                          |
| 7  | Grindavík      | 22 | 9  | 4 | 9  | 29 | 36 | −7  | 31 |                          |
| 8  | Breiðablik     | 22 | 8  | 6 | 8  | 41 | 36 | +5  | 30 |                          |
| 9  | Fylkir         | 22 | 6  | 4 | 12 | 24 | 40 | −16 | 22 |                          |
| 10 | Þróttur        | 22 | 5  | 7 | 10 | 28 | 46 | −18 | 22 |                          |
| 11 | Kópavogs (K)   | 22 | 5  | 3 | 14 | 26 | 47 | −21 | 18 | Kiesett                  |
| 12 | ÍA Akranes (K) | 22 | 2  | 7 | 13 | 18 | 46 | −28 | 13 | Kiesett                  |

Forrás: ksi.is (izlandiul)
Rendezési elv: 1. pontszám; 2. gólkülönbség; 3. lőtt gólok.
# = helyezés; M = játszott meccsek száma; Gy = győzelmek; D = döntetlenek; V = vereségek; Lg = lőtt gólok; Kg = kapott gólok; Gk = gólkülönbség; Pont = pontok; (B) = bajnok; (K) = kiesett; (F) = feljutott.

## Kereszttáblázat
| Hazai \ Vendég1 | BRE | FJÖ | FRA | FYL | GRI | HAF | KÓP | ÍA  | KEF | KR  | VAL | ÞRÓ |
| Breiðablik UBK  |     | 4–1 | 3–0 | 2–3 | 3–6 | 4–1 | 2–1 | 6–1 | 2–2 | 1–1 | 0–2 | 0–0 |
| Fjölnir         | 1–2 |     | 0–1 | 1–0 | 0–1 | 3–3 | 3–1 | 2–1 | 2–0 | 2–1 | 2–3 | 3–4 |
| Fram            | 2–1 | 3–1 |     | 3–0 | 0–1 | 4–1 | 2–0 | 2–0 | 0–2 | 0–2 | 2–1 | 1–0 |
| Fylkir          | 0–2 | 0–3 | 0–3 |     | 0–1 | 0–2 | 2–1 | 2–2 | 3–3 | 0–2 | 2–0 | 2–3 |
| Grindavík       | 2–2 | 0–1 | 0–2 | 1–3 |     | 0–3 | 2–2 | 1–1 | 0–1 | 2–1 | 3–5 | 2–2 |
| Hafnarfjördur   | 3–0 | 2–0 | 2–1 | 1–2 | 0–1 |     | 4–0 | 2–0 | 3–2 | 2–0 | 3–0 | 2–0 |
| Kópavogs        | 2–1 | 1–6 | 0–2 | 1–1 | 0–2 | 0–4 |     | 1–1 | 1–2 | 0–3 | 4–2 | 4–0 |
| Akranes         | 1–1 | 0–3 | 1–0 | 2–3 | 1–2 | 2–5 | 1–2 |     | 1–4 | 0–0 | 0–0 | 1–1 |
| Keflavík        | 3–1 | 1–2 | 1–2 | 2–1 | 3–0 | 1–0 | 3–2 | 3–1 |     | 4–2 | 5–3 | 5–0 |
| KR Reykjavík    | 1–2 | 2–0 | 2–0 | 3–0 | 3–1 | 1–2 | 2–1 | 2–0 | 2–2 |     | 1–2 | 5–2 |
| Valur           | 1–0 | 2–1 | 2–0 | 2–0 | 3–0 | 0–1 | 0–1 | 0–1 | 1–1 | 0–1 |     | 2–0 |
| Þróttur         | 2–2 | 0–3 | 1–1 | 0–0 | 0–1 | 4–4 | 2–1 | 4–1 | 3–2 | 0–1 | 0–3 |     |

Utolsó felvett mérkőzés dátuma: 2009. december 15. 
Forrás: [forrás?] 
1A hazai csapatok a bal oldali oszlopban szerepelnek.
Színek: Zöld = hazai győzelem; Sárga = döntetlen; Piros = vendéggyőzelem.
 

## Góllövőlista
16 gól
- Guðmundur Steinarsson (Keflavík)

14 gól
- Björgólfur Hideaki Takefusa (KR)

12 gól
- Tryggvi Guðmundsson (FH)

11 gól
- Atli Viðar Björnsson (FH)

10 gól
- Gunnar Már Guðmundsson (Fjölnir)
- Helgi Sigurðsson (Valur)

9 gól
- Guðjón Baldvinsson (KR)
- Pétur Georg Markann (Fjölnir)
- Nenad Zivanovic (Breiðablik)

8 gól
- Ívar Björnsson (Fram)
- Hjörtur Júlíus Hjartarson (Þróttur)